# Anna Vissi
Anna Vissi (en griego: Άννα Βίσση, nacida el 20 de diciembre de 1957 en Lárnaca, Chipre) es una cantante greco-chipriota conocida principalmente en su país de origen Chipre, Grecia, y los Estados Unidos.

## Carrera
Anna Vissi ha vendido hasta la fecha 9.5 millones de álbumes. Desde 1977 ha recibido la distinción de 30 discos de platino. En el año 2005 logró tener éxito a nivel popular en los Estados Unidos, al alcanzar el puesto número 1 en la lista Billboard Dance con la canción "Call Me", que es la versión en inglés de su exitosa canción en griego "Eisai Ise," la cual Vissi dio a conocer mundialmente al interpretarla en vivo durante los actos de clausura de los Juegos Olímpicos de Atenas 2004.
Según un artículo en el 2004 en la revista griega Room 210, Anna Vissi está considerada "Una auténtica diva de la escena musical griega, un ejemplo para todos los artistas de géneros similares, y una persona que dicta las últimas tendencias de la música y la moda."
Vissi, con una carrera profesional como cantante que se extiende más de 30 años, es la cantante chipriota (grecófona) de mayores ventas en la historia. Hasta la fecha, 25 de sus álbumes musicales han sido certificados oro o platino. En el año 2000 su doble álbum Kravyi recibió 7 discos de platino, el mayor número jamás obtenido por una cantante griega.
Vissi ha interpretado el papel principal en tres exitosas producciones de ópera: Demones, Mala, y Ode To The Gods. 
Los medios de comunicación se refieren a ella como "La Madonna Griega", y la prensa de habla inglesa compara su apariencia física con la de Faith Hill (enlaces a fotos de Vissi al pie de esta página). Sin embargo, su público cariñosamente la llama "Thea" (La Diosa).
En 1978 representa a Grecia en el Festival Yamaha Music (Tokio) con "An To Boriss", no logra clasificarse para la Gran Final.
Vissi, que había participado en el Festival de la Canción de Eurovisión dos veces (en 1980 representando a Grecia (junto al grupo The Epikouri)  y en 1982 a Chipre), fue confirmada como la representante de Grecia para la 51.ª edición del Festival que se celebró en Atenas el 20 de mayo de 2006. Tras un largo proceso de votación, la gente de Grecia decidió por mayoría (55,66% de los votos del público y 36% de los votos del jurado) que "Everything" sería la canción con que la diva Anna Vissi representaría al país en Eurovisión 2006. La letra de la canción fue escrita por ella misma, y la música compuesta por su exmarido, Nikos Karvelas. El resultado de la elección causó incredulidad entre algunos porque la gran favorita en las encuestras previas, "Welcome to the party", quedó sólo segunda. 
Hay sentimientos contradictorios entre los eurofans griegos. Aunque muchos opinaron que era la mejor canción de la preselección y están seguros de que el sentimiento de Vissi en la interpretación tocó el corazón de Europa, otros no conciben que el país que llevaba dos años consiguiendo posiciones entre los primeros con canciones festivas, este año, precisamente cuando era el anfitrión, escogió una balada. Everything y Vissi acabaron en la novena posición con 128 puntos. La banda finlandesa Lordi fue declarada la ganadora de la competición.

## Logros
- Representar a Grecia en Eurovisión 1980 y Eurovisión 2006
- Representar a Chipre en Eurovisión 1982
- Convertirse en la cantante greco-chipriota con más ventas de los 70

## Discografía

### Álbumes en griego
- 1977: As Kanoume Apopse Mian Arhi
- 1979: Kitrino Galazio - 2x Platino
- 1980: Nai - Platino
- 1982: Anna Vissi - Platino
- 1982: Eimai To Simera Kai Eisai To Hthes
- 1984: Na 'Hes Kardia - Oro
- 1985: Kati Simveni - Oro
- 1986: I Epomeni Kinisi - 2x Platino
- 1988: Tora - Oro
- 1988: Empnefsi! - Oro
- 1989: Fotia - Platino
- 1990: Eimai - Oro
- 1992: Emeis - Oro
- 1992: Lambo - Platino
- 1994: Re! - Oro
- 1995: O! Kypros - Platino
- 1996: Klima Tropiko - 3x Platino
- 1997: Travma - 3x Platino
- 1998: Antidoto - 3x Platino
- 2000: Kravgi - 7x Platino
- 2002: X - 2x Platino
- 2003: Paraksenes Eikones - 2x Platino
- 2005: Nylon - Platino
- 2008: Apagorevmeno - 2x Platino
- 2010: Agapi Ine Esi - Oro

### Álbumes en inglés
- 2000: Everything I Am - Oro
- 2013: Untitled English Album

### Sencillos
- 1997: Forgive Me This
- 2000: Agapi Ypervoliki - 4х Platino
- 2000: Everything I Am - Platino
- 2004: Remixes 2004 - Oro
- 2005: Call Me - Oro
- 2006: Everything - Oro
- 2012: Tiranniemai

### DVD
- 2001: Anna Vissi: The Video Collection - Oro
- 2005: Anna Vissi Live - Oro